# Leichtathletik-U20-Europameisterschaften 2021
| Medaillenspiegel (Endstand vom 19. Juli 2021 nach 44 Entscheidungen)                                                                 | Medaillenspiegel (Endstand vom 19. Juli 2021 nach 44 Entscheidungen) | Medaillenspiegel (Endstand vom 19. Juli 2021 nach 44 Entscheidungen) | Medaillenspiegel (Endstand vom 19. Juli 2021 nach 44 Entscheidungen) | Medaillenspiegel (Endstand vom 19. Juli 2021 nach 44 Entscheidungen) | Medaillenspiegel (Endstand vom 19. Juli 2021 nach 44 Entscheidungen) |
| Platz | Nation                                                               | Gold                                                                 | Silber                                                               | Bronze                                                               | Gesamt                                                               |
| --- | -------------------------------------------------------------------- | -------------------------------------------------------------------- | -------------------------------------------------------------------- | -------------------------------------------------------------------- | -------------------------------------------------------------------- |
| 01 | Großbritannien & NI                                                  | 6                                                                    | 1                                                                    | 5                                                                    | 12                                                                   |
| 02 | Deutschland                                                          | 4                                                                    | 4                                                                    | 7                                                                    | 15                                                                   |
| 03 | Irland                                                               | 4                                                                    | 0                                                                    | 0                                                                    | 4                                                                    |
| 04 | Spanien                                                              | 3                                                                    | 4                                                                    | 1                                                                    | 8                                                                    |
| 05 | Polen                                                                | 3                                                                    | 3                                                                    | 2                                                                    | 8                                                                    |
| 06 | Schweden                                                             | 3                                                                    | 2                                                                    | 0                                                                    | 5                                                                    |
| 07 | Finnland                                                             | 3                                                                    | 1                                                                    | 1                                                                    | 5                                                                    |
| 08 | Frankreich                                                           | 2                                                                    | 4                                                                    | 6                                                                    | 12                                                                   |
| 09 | Norwegen                                                             | 2                                                                    | 1                                                                    | 2                                                                    | 5                                                                    |
| 10 | Türkei                                                               | 2                                                                    | 1                                                                    | 1                                                                    | 4                                                                    |
| 11 | Schweiz                                                              | 2                                                                    | 0                                                                    | 1                                                                    | 3                                                                    |
| ... |                                                                      |                                                                      |                                                                      |                                                                      |                                                                      |
| 28 | Österreich                                                           | 0                                                                    | 0                                                                    | 1                                                                    | 1                                                                    |
| ... |                                                                      |                                                                      |                                                                      |                                                                      |                                                                      |
| Gesamt *) | Gesamt *)                                                            | 42                                                                   | 42                                                                   | 42                                                                   | 126                                                                  |
| Vollständiger Medaillenspiegel *) Der offizielle Medaillenspiegel schließt die Medaillen der „Autorisierten Neutralen Athleten“ aus. |                                                                      |                                                                      |                                                                      |                                                                      |                                                                      |

Die 26. Leichtathletik-U20-Europameisterschaften fanden vom 15. bis zum 18. Juli 2021 im Kadriorg-Stadion der estnischen Hauptstadt Tallinn statt. Es war das zweite Mal nach 2011, dass die U20-Europameisterschaften in Tallinn ausgetragen wurden.

## Teilnehmer
44 europäische Nationen und eine aus Asien sowie Autorisierte neutrale Athleten (ANA) mit 1.247 Athletinnen und Athleten (611 w und 636 m) waren gemeldet.
Der estnische Leichtathletikverband Eesti Kergejõustikuliit (EKJL) des Gastgeberlandes stellte eine 39-köpfige Mannschaft (18 w und 21 m) auf.
Aus dem deutschsprachigen Raum nominierte der Deutsche Leichtathletik-Verband (DLV) 90 Athletinnen und Athleten (50 w und 40 m). Der Schweizer Leichtathletikverband Swiss Athletics kündigte eine Rekorddelegation von 40 Sportlerinnen und Sportlern (24 w und 16 m) an. 19 Nominierte (9 w und 10 m) bot der Österreichische Leichtathletik-Verband (ÖLV) auf. Die Fédération Luxembourgeoise d’Athlétisme (FLA) war mit einem Sportler und der Liechtensteiner Leichtathletikverband (LLV) mit einer Sportlerin gemeldet.

## Ergebnisse

### Frauen

#### 100 m
| Platz | Athletin               | Land | Zeit (s)    |
| ----- | ---------------------- | ---- | ----------- |
| 1     | Rhasidat Adeleke       | IRL  | 11,34       |
| 2     | Ivana Ilić             | SRB  | 11,42       |
| 3     | Joy Eze                | GBR  | 11,44 EU18L |
| 4     | Melissa Gutschmidt     | SUI  | 11,47 NU20R |
| 5     | Minke Bisschops        | NED  | 11,49       |
| 6     | Polyniki Emmanouilidou | GRC  | 11,66       |
| 7     | N’ketia Seedo          | NED  | 11,68       |
| 8     | Antonia Dellert        | GER  | 11,78       |

Finale: 16. Juli, 17:20 Uhr
Wind: +1,4 m/s
Weitere Teilnehmerinnen aus deutschsprachigen Ländern:
 Cheyenne Kuhn – 15. Platz im Halbfinale mit 11,73 s

 Holly Okuku – 18. Platz in 11,77 s

 Zora Rauh – 20. Platz in 11,80 s

 Soraya Becerra – 31. Platz in 12,02 s

#### 200 m
| Platz | Athletin         | Land | Zeit (s)       |
| ----- | ---------------- | ---- | -------------- |
| 1     | Rhasidat Adeleke | IRL  | 22,90 EU20L NR |
| 2     | Minke Bisschops  | NED  | 23,55          |
| 3     | Success Eduan    | GBR  | 23,62 PB       |
| 4     | Ivana Ilić       | SRB  | 23,75          |
| 5     | Elvira Tanderud  | SWE  | 23,82          |
| 6     | Lucía Carrillo   | ESP  | 23,83          |
| 7     | Sophie Walton    | GBR  | 23,91          |
| 8     | Maria Mihalache  | ROU  | 24,44          |

Finale: 17. Juli, 17:55 Uhr
Wind: +0,1 m/s

#### 400 m
| Platz | Athletin                 | Land | Zeit (s) |
| ----- | ------------------------ | ---- | -------- |
| 1     | Kornelia Lesiewicz       | POL  | 52,46    |
| 2     | Yemi Mary John           | GBR  | 53,06 PB |
| 3     | Weronika Archipowa       | ANA  | 53,41    |
| 4     | Olessja Soldatowa        | ANA  | 53,89    |
| 5     | Lara-Noelle Steinbrecher | GER  | 54,42    |
| 6     | Mathilde Descoux         | FRA  | 54,60    |
| 7     | Berta Segura             | ESP  | 54,93    |
| 8     | Alexandra Almici         | ITA  | 55,06    |

Finale: 16. Juli, 18:35 Uhr

#### 800 m
| Platz | Athletin                     | Land | Zeit (min)    |
| ----- | ---------------------------- | ---- | ------------- |
| 1     | Audrey Werro                 | SUI  | 2:03,12       |
| 2     | Switlana Schulschyk          | UKR  | 2:04,02 PB    |
| 3     | Valentina Rosamilia          | SUI  | 2:04,08       |
| 4     | Elli Eftychia Deligianni     | GRC  | 2:04,11 NU20R |
| 5     | Pernille Karlsen             | NOR  | 2:06,01       |
| 6     | Lea Ammann                   | SUI  | 2:07,51 PB    |
| 7     | Sigrid Bjørnsdatter Wahlberg | NOR  | 2:09,26       |
| 8     | Anne Knijnenburg             | NED  | 2:12,51       |

Finale: 17. Juli, 17:15 Uhr

#### 1500 m
| Platz | Athletin              | Land | Zeit (min) |
| ----- | --------------------- | ---- | ---------- |
| 1     | Ingeborg Østgård      | NOR  | 4:19,75    |
| 2     | Marina Martínez       | ESP  | 4:20,35    |
| 3     | Mireya Arnedillo      | ESP  | 4:21,29    |
| 4     | Maria Talida Sfârghiu | ROU  | 4:21,44    |
| 5     | Fabiane Meyer         | GER  | 4:22,35    |
| 6     | Lisa Hausdorf         | GER  | 4:22,44    |
| 7     | Zita Urbán            | HUN  | 4:22,58    |
| 8     | Lilly Nägeli          | SUI  | 4:22,66    |

Finale: 18. Juli, 17:05 Uhr
Weitere Teilnehmerinnen aus deutschsprachigen Ländern:
 Laura Guidice – 9. Platz im Vorlauf mit 4:23,28 min PB

 Jolanda Kallabis – 14. Platz in 4:26,78 min

 Sophie Baumann – 20. Platz in 4:31,16 min

#### 3000 m
| Platz | Athletin         | Land | Zeit (min)    |
| ----- | ---------------- | ---- | ------------- |
| 1     | Ilona Mononen    | FIN  | 9:15,66 PB    |
| 2     | Sofia Thøgersen  | DEN  | 9:16,43 EU18L |
| 3     | Ina Halle Haugen | NOR  | 9:16,47       |
| 4     | Megan Keith      | GBR  | 9:16,50 PB    |
| 5     | Johanna Pulte    | GER  | 9:17,10 PB    |
| 6     | Anneke Vortmeier | GER  | 9:18,06 PB    |
| 7     | Lisa Merkel      | GER  | 9:20,00 PB    |
| 8     | Agate Caune      | LAT  | 9:21,52 PB    |

17. Juli, 18:46 Uhr

#### 5000 m
| Platz | Athletin              | Land | Zeit (min)     |
| ----- | --------------------- | ---- | -------------- |
| 1     | Carla Dominguez       | ESP  | 16:16,57       |
| 2     | Agate Caune           | LAT  | 16:17,56 EU18L |
| 3     | Emma Heckel           | GER  | 16:20,18       |
| 4     | Alice Garner          | GBR  | 16:32,56       |
| 5     | Jasmina Nanette Stahl | GER  | 16:36,17       |
| 6     | Laura Mooney          | IRL  | 16:41,87       |
| 7     | Livia Wespe           | SUI  | 16:41,98 PB    |
| 8     | Ürküş Işik            | TUR  | 16:42,95 PB    |

Finale A + B: 18. Juli, 17:38 Uhr + 18:05 Uhr
Weitere Teilnehmerinnen aus deutschsprachigen Ländern:
 Jule Behrens – 10. Platz in 16:47,26 min

 Cordula Lassacher – 21. Platz in 17:19,15 min

 Romane Wolhauser – 24. Platz in 17:23,01 min

 Lisa De Bruyn – 27. Platz in 17:32,47 min

#### 100 m Hürden
| Platz | Athletin         | Land | Zeit (s) |
| ----- | ---------------- | ---- | -------- |
| 1     | Ditaji Kambundji | SUI  | 13,03    |
| 2     | Weronika Barcz   | POL  | 13,42 PB |
| 3     | Marika Majewska  | POL  | 13,46    |
| 4     | Aitana Radsma    | ESP  | 13,48    |
| 5     | Johanna Plank    | AUT  | 13,62    |
| 6     | Sonja Stång      | FIN  | 13,78    |
| 7     | Hawa Jalloh      | GER  | 13,84    |
| 8     | Anna Tóth        | HUN  | 14,31    |

Finale: 17. Juli, 16:45 Uhr
Wind: +0,4 m/s
Weitere Teilnehmerinnen aus deutschsprachigen Ländern:
 Franziska Schuster – 8. Platz im Halbfinale mit 13,59 s

 Marlene Meier – 14. Platz im Halbfinale mit 13,83 s

 Linda Bichsel – 22. Platz in 14,28 s

#### 400 m Hürden
| Platz | Athletin         | Land | Zeit (s)    |
| ----- | ---------------- | ---- | ----------- |
| 1     | Andrea Rooth     | NOR  | 57,16 EU20L |
| 2     | Moa Granat       | SWE  | 57,94       |
| 3     | Martha Rasmussen | DEN  | 58,30       |
| 4     | Hanna Karlsson   | SWE  | 59,02       |
| 5     | Angelica Ghergo  | ITA  | 59,13       |
| 6     | Alicja Kaczmarek | POL  | 59,49       |
| 7     | Ilana Hanssens   | BEL  | 59,93       |
| 8     | Ludivine Aubert  | FRA  | 60,33       |

Finale: 18. Juli, 16:00 Uhr
Weitere Teilnehmerinnen aus deutschsprachigen Ländern:
 Debby Schenk – 14. Platz in 59,83 s

 Anna Stadlmayr – im Vorlauf disqualifiziert nach TR17.3.1 (Spurverletzung)

#### 3000 m Hindernis
| Platz | Athletin           | Land | Zeit (min)     |
| ----- | ------------------ | ---- | -------------- |
| 1     | Olivia Gürth       | GER  | 09:59,15 PB    |
| 2     | Gréta Varga        | HUN  | 09:59,17       |
| 3     | Şevval Özdoğan     | TUR  | 10:07,84 PB    |
| 4     | Moona Korkealaakso | FIN  | 10:12,84 PB    |
| 5     | Ronja Funck        | GER  | 10:16,62 EU18L |
| 6     | Natalia Bielak     | POL  | 10:24,59       |
| 7     | Sigrid Alvik       | NOR  | 10:27,15       |
| 8     | Marta Serrano      | ESP  | 10:27,27       |

Finale: 17. Juli, 17:30 Uhr
Weitere Teilnehmerinnen aus deutschsprachigen Ländern:
 Elena Eichenberger – 12. Platz in 10:37,92 min

 Leonie Saurer – 15. Platz in 11:01,70 min

 Carolin Hinrichs – 21. Platz in 10:55,54 min

 Katharina Götschl – 26. Platz in 11:17,41 min

#### 4 × 100 m Staffel
| Platz | Land                        | Athletinnen                                                       | Zeit (s) |
| ----- | --------------------------- | ----------------------------------------------------------------- | -------- |
| 1     | Vereinigtes Königreich & NI | Alyson Bell Eve Wright Joy Eze Success Eduan                      | 44,62 SB |
| 2     | Deutschland                 | Cheyenne Kuhn Sina Kammerschmitt Antonia Dellert Holly Okuku      | 44,68    |
| 3     | Polen                       | Dorota Puzio Monika Romaszko Marta Zimna Magdalena Niemczyk       | 44,79    |
| 4     | Tschechien                  | Eva Kubíčková Tereza Lamačová Barbora Šplechtnová Lucie Mičunková | 45,11    |
| 5     | Belgien                     | Marine Jehaes Lauryn Adewoye Alexandra Mortant Mariam Oulare      | 46,16    |
| 6     | Italien                     | Gaya Bertello Elisa Visentin Ludovica Galuppi Antonella Todisco   | 46,24    |
| –     | Schweiz                     | Ditaji Kambundji Melissa Gutschmidt Zora Rauh Emma Piffaretti     | DNF      |
| –     | Schweden                    | Katharina Gråman Nikki Anderberg Elvira Tanderud Emilia Franzén   | DNF      |

Finale: 18. Juli, 16:40 Uhr
In den Vorläufen hatte zunächst die  polnische Staffel mit 44,54 s eine europäische U20-Jahresbestleistung aufgestellt, die anschließend von den  deutschen Läuferinnen auf 44,42 s verbessert wurde.
Die Staffel des  Gastgeberlandes und die aus  Tschechien liefen U20-Landesrekord.
Das  türkische Quartett wurde nach TR24.7 (Stabübergabe außerhalb der Übernahmezone) disqualifiziert.

#### 4 × 400 m Staffel
| Platz | Land        | Athletinnen                                                          | Zeit (min)    |
| ----- | ----------- | -------------------------------------------------------------------- | ------------- |
| 1     | Deutschland | Lena Leege Lara-Noelle Steinbrecher Anna Hense Maja Schorr           | 3:35,38 WU20L |
| 2     | Spanien     | Carmen Avilés Berta Segura Sofía Cosculluela Lucia Pinacchio         | 3:36,10 NU23R |
| 3     | Italien     | Alessandra Iezzi Federica Pansini Angelica Ghergo Alexandra Almici   | 3:36,31 SB    |
| 4     | Norwegen    | Sigrid Kongssund Amlie Nora Haugen Andrea Rooth Astri Ertzgaard      | 3:36,41 NU23R |
| 5     | Irland      | Lauren McCourt Caoimhe Cronin Maeve O’Neill Rhasidat Adeleke         | 3:37,39 NU20R |
| 6     | Belgien     | Zoë Laureys Liefde Schoemaker Gylliane Botty Ilana Hanssens          | 3:37,95 NU20R |
| 7     | Ukraine     | Anna Orlowa Switlana Schulschyk Nadja Stezjuk Tetjana Charaschtschuk | 3:40,04       |
| 8     | Tschechien  | Katerina Matoušková Lucie Zavadilová Karolína Mitanová Nikola Bisová | 3:40,64       |

Finale: 18. Juli, 19:00 Uhr
Im Vorlauf hatte die  spanische Staffel mit 3:38,92 min bereits einen U23-Landesrekord aufgestellt und  Irland qualifizierte sich mit Saisonbestleistung für das Finale. Die  slowenischen Läuferinnen kamen zwar über den Vorlauf nicht hinaus, stellten aber mit 3:41,28 min einen U20-Landesrekord auf.

#### 10.000 m Gehen
| Platz | Athletin                | Land | Zeit (min)     |
| ----- | ----------------------- | ---- | -------------- |
| 1     | Julija Chalilowa        | ANA  | 46:14,21 EU20L |
| 2     | Eliška Martínková       | CZE  | 46:23,74 PB    |
| 3     | Maële Biré-Heslouis     | FRA  | 46:32:94 PB    |
| 4     | Jekaterina Petrowa      | ANA  | 46:43,85       |
| 5     | Martina Casiraghi       | ITA  | 47:08,27 PB    |
| 6     | Walerija Scholomizka    | UKR  | 47:49,98       |
| 7     | Lisaweta Hryschkewitsch | BLR  | 47:57,40 SB    |
| 8     | Tiziana Spiller         | HUN  | 48:26,14 PB    |

15. Juli, 19:30 Uhr

#### Hochsprung
| Platz | Athletin            | Land | Höhe (m)    |
| ----- | ------------------- | ---- | ----------- |
| 1     | Britt Weerman       | NED  | 1,88 =NU23R |
| 2     | Natalja Spiridonowa | ANA  | 1,86 SB     |
| 3     | Elisabeth Pihela    | EST  | 1,86 =PB    |
| 4     | Johanna Göring      | GER  | 1,86        |
| 5     | Idea Pieroni        | ITA  | 1,83        |
| 6     | Styliana Ioannidou  | CYP  | 1,83        |
| 6     | Marija Kotschanowa  | ANA  | 1,83        |
| 8     | Angelina Topić      | SRB  | 1,83        |

Finale: 18. Juli, 15:35 Uhr
Weitere Teilnehmerinnen aus deutschsprachigen Ländern:
 Blessing Enatoh – 12. Platz im Finale mit 1,75 m

 Helena Börner – 17. Platz mit 1,78 m

 Marithé Engondo – 22. Platz mit 1,74 m

#### Stabhochsprung
| Platz | Athletin              | Land | Höhe (m)       |
| ----- | --------------------- | ---- | -------------- |
| 1     | Sarah Franziska Vogel | GER  | 4,30 =EU20L PB |
| 2     | Emma Brentel          | FRA  | 4,20           |
| 3     | Lisa Gruber           | AUT  | 4,15 =NU20R    |
| 4     | Chiara Sistermann     | GER  | 4,10           |
| 5     | Sophie Ashurst        | GBR  | 4,10           |
| 6     | Elise Russis          | FRA  | 4,02           |
| 7     | Romy Burkhard         | SUI  | 4,02 PB        |
| 7     | Sina Ettlin           | SUI  | 4,02 PB        |

Finale: 17. Juli, 15:30 Uhr
Weitere Teilnehmerin aus deutschsprachigen Ländern:
 Laura Giese – in der Qualifikation ohne gültigen Versuch

#### Weitsprung
| Platz | Athletin            | Land | Weite (m) |
| ----- | ------------------- | ---- | --------- |
| 1     | Maja Åskag          | SWE  | 6,80 PB w |
| 2     | Tessy Ebosele       | ESP  | 6,63 PB   |
| 3     | Mikaelle Assani     | GER  | 6,62      |
| 4     | Laura Raquel Müller | GER  | 6,61 w    |
| 5     | Marija Horijelowa   | UKR  | 6,44      |
| 6     | Plamena Mitkowa     | BUL  | 6,36 w    |
| 7     | Evelyn Yankey       | ESP  | 6,26      |
| 8     | Arianna Battistella | ITA  | 6,25      |

Finale: 18. Juli, 17:59 Uhr
Weitere Teilnehmerinnen aus deutschsprachigen Ländern:
 Ruth Hildebrand – 10. Platz mit 6,06 m

 Annika Rhomberg – 20. Platz mit 5,92 m

 Emma Piffaretti – in der Qualifikation ohne gültigen Versuch

#### Dreisprung
| Platz | Athletin             | Land | Weite (m)   |
| ----- | -------------------- | ---- | ----------- |
| 1     | Maja Åskag           | SWE  | 14,05 EU20L |
| 2     | Walerija Wolowlikoea | ANA  | 13,65 PB    |
| 3     | Darja Sopova         | LAT  | 13,62 NU20R |
| 4     | Temitope Ojora       | GBR  | 13,59       |
| 5     | Greta Brugnolo       | ITA  | 13,49 =PB   |
| 6     | Sohane Aucagos       | FRA  | 13,28       |
| 7     | Hanna Kostenko       | UKR  | 13,07       |
| 8     | Hedda Kvalvåg        | NOR  | 13,00       |

Finale: 16. Juli, 16:15 Uhr
Weitere Teilnehmerin aus deutschsprachigen Ländern:
 Anna Gräfin Keyserlingk – 10. Platz mit 12,68 m

#### Kugelstoßen
| Platz | Athletin             | Land | Weite (m)   |
| ----- | -------------------- | ---- | ----------- |
| 1     | Pinar Akyol          | TUR  | 16,80       |
| 2     | Alida van Daalen     | NED  | 16,56       |
| 3     | Nina Chioma Ndubuisi | GER  | 15,71 WU18L |
| 4     | Darja Schinkewitsch  | ANA  | 15,35       |
| 5     | Zuzanna Maslana      | POL  | 14,97       |
| 6     | Jaqueliné Gippner    | GER  | 14,94       |
| 7     | Büsra Hatun Ekinci   | TUR  | 14,65       |
| 8     | Débora Quaresma      | POR  | 14,35       |

Finale: 17. Juli, 16:40 Uhr
Weitere Teilnehmerin aus deutschsprachigen Ländern:
 Julia Hammesfahr – 17. Platz mit 13,80 m

#### Diskuswurf
| Platz | Athletin            | Land | Weite (m) |
| ----- | ------------------- | ---- | --------- |
| 1     | Wioletta Ignatjewa  | ANA  | 58,65     |
| 2     | Alida van Daalen    | NED  | 55,63     |
| 3     | Alina Nikizenka     | BLR  | 55,04     |
| 4     | Özlem Becerek       | TUR  | 52,63     |
| 5     | Pia Northoff        | GER  | 51,72 SB  |
| 6     | Benedetta Benedetti | ITA  | 51,12 PB  |
| 7     | Sofia Kessidi       | GRC  | 51,11     |
| 8     | Samantha Callaway   | GBR  | 49,87     |

Finale: 16. Juli, 17:25 Uhr
Weitere Teilnehmerinnen aus deutschsprachigen Ländern:
 Joane Schoppa – 13. Platz mit 47,59 m

 Letizia Marsico – 22. Platz mit 41,52 m

 Jule Insinna – 24. Platz mit 40,22 m

#### Hammerwurf
| Platz | Athletin               | Land | Weite (m) |
| ----- | ---------------------- | ---- | --------- |
| 1     | Silja Kosonen          | FIN  | 71,06 CR  |
| 2     | Rose Loga              | FRA  | 67,70     |
| 3     | Marjola Bukel          | BLR  | 63,25     |
| 4     | Charlotte Payne        | GBR  | 62,13     |
| 5     | Anastassija Grigorjewa | ANA  | 61,72     |
| 6     | Rachele Mori           | ITA  | 61,33     |
| 7     | Elísabet Rúnarsdóttir  | ISL  | 60,87     |
| 8     | Villő Viszkeleti       | HUN  | 59,45     |

Finale: 17. Juli, 15:05 Uhr
Weitere Teilnehmerinnen aus deutschsprachigen Ländern:
 Esther Imariagbee – 10. Platz mit 58,21 m

 Aileen Kuhn – 12. Platz mit 57,04 m

 Jada Julien – 21. Platz mit 56,15 m

#### Speerwurf
| Platz | Athletin           | Land | Weite (m) |
| ----- | ------------------ | ---- | --------- |
| 1     | Elina Tzengko      | GRE  | 61,18     |
| 2     | Adriana Vilagoš    | SRB  | 60,44     |
| 3     | Anni-Linnea Alanen | FIN  | 54,80     |
| 4     | Fanni Kövér        | HUN  | 53,45     |
| 5     | Veronika Šokota    | CRO  | 52,99     |
| 6     | Erika Lukach       | UKR  | 51,61     |
| 7     | Vivian Suominen    | FIN  | 51,36     |
| 8     | Lilly Urban        | GER  | 51,04     |

Finale: 18. Juli, 18:30 Uhr
Weitere Teilnehmerin aus deutschsprachigen Ländern:
 Josefa Schepp – 10. Platz mit 48,57 m

#### Siebenkampf
| Platz | Athletin         | Land | Punkte     |
| ----- | ---------------- | ---- | ---------- |
| 1     | Saga Vanninen    | FIN  | 6271 WU20L |
| 2     | Sofie Dokter     | NED  | 5878 PB    |
| 3     | Marie Dehning    | GER  | 5778 PB    |
| 4     | Serina Riedel    | GER  | 5730 PB    |
| 5     | Pippi Lotta Enok | EST  | 5634 PB    |
| 6     | Neea Käyhkö      | FIN  | 5598 PB    |
| 7     | Abigail Pawlett  | GBR  | 5593 PB    |
| 8     | Lara Siemer      | GER  | 5592 PB    |

15./16. Juli
Weitere Teilnehmerinnen aus deutschsprachigen Ländern:
 Antonia Gmünder – 22. Platz mit 4.881 Punkten

 Anja Dlauhy – 24. Platz mit 4.270 Punkten

 Sophie Kreiner – Wettkampf nicht beendet

### Männer

#### 100 m
| Platz | Athlet            | Land | Zeit (s)     |
| ----- | ----------------- | ---- | ------------ |
| 1     | Toby Makoyawo     | GBR  | 10,25 =EU20L |
| 2     | Jeff Erius        | FRA  | 10,27 EU18L  |
| 3     | Matteo Melluzzo   | ITA  | 10,31        |
| 4     | Ethan Wiltshire   | GBR  | 10,33 PB     |
| 5     | Jeriel Quainoo    | GBR  | 10,35        |
| 6     | Dominik Illovszky | HUN  | 10,46        |
| 7     | Umut Uysal        | TUR  | 10,48        |
| 8     | Jakub Pietrusa    | POL  | 10,52        |

Finale: 16. Juli, 17:10 Uhr
Wind: +1,3 m/s
 Jeff Erius hatte bereits im Vorlauf mit 10,29 s eine europäische U18-Jahresbestleistung aufgestellt. Im Halbfinale war  Umut Uysal mit 10,38 s U20-Landesrekord gelaufen.
Weitere Teilnehmer aus deutschsprachigen Ländern:
 Tobias Morawietz – 12. Platz in 10,57 s

 Felix Kunstein – 14. Platz in 10,59 s

 Lennart Hartenberg – 20. Platz in 10,66 s

 Joe Martin – 28. Platz in 10,99 s

#### 200 m
| Platz | Athlet                | Land | Zeit (s)    |
| ----- | --------------------- | ---- | ----------- |
| 1     | Derek Kinlock         | GBR  | 20,72 PB    |
| 2     | Eduard Kubelík        | CZE  | 20,82 NU20R |
| 3     | Federico Guglielmi    | ITA  | 20,98 PB    |
| 4     | Blessing Afrifah      | ISR  | 21,01       |
| 5     | Robert McDonnell      | IRL  | 21,18       |
| 6     | Oliwer Wdowik         | POL  | 21,20       |
| –     | Jaime Sancho          | ESP  | DNF         |
| –     | Tazana Kamanga-Dyrbak | DEN  | DNS         |

Finale: 17. Juli, 18:05 Uhr
Wind: +0,7 m/s
 Blessing Afrifah hatte im Vorlauf mit 20,94 s einen U23-Landesrekord aufgestellt.

Weiterer Teilnehmer aus deutschsprachigen Ländern:
 James Adebola – 8. Platz im Halbfinale mit 21,35 s

#### 400 m
| Platz | Athlet                    | Land | Zeit (s)    |
| ----- | ------------------------- | ---- | ----------- |
| 1     | Edward Faulds             | GBR  | 45,72 EU20L |
| 2     | Lorenzo Benati            | ITA  | 46,27 PB    |
| 3     | Håvard Bentdal Ingvaldsen | NOR  | 46,70 PB    |
| 4     | Charlie Carvell           | GBR  | 46,84       |
| 5     | Levente Nadj              | HUN  | 46,98       |
| 6     | Remus Niculita            | ROU  | 47,09 PB    |
| 7     | Patryk Grzegorzewicz      | POL  | 47,10       |
| 8     | Tadeáš Plaček             | CZE  | 47,35       |

Finale: 16. Juli, 18:45 Uhr
Weiterer Teilnehmer aus deutschsprachigen Ländern:
 Florian Herbst – 19. Platz in 48,08 s

#### 800 m
| Platz | Athlet                    | Land | Zeit (min) |
| ----- | ------------------------- | ---- | ---------- |
| 1     | Krzysztof Różnicki        | POL  | 1:47,44    |
| 2     | Kacper Lewalski           | POL  | 1:48,50    |
| 3     | Yanis Meziane             | FRA  | 1:48,56    |
| 4     | Ole Jakob Solbu           | NOR  | 1:48,68    |
| 5     | Daniel Howells            | GBR  | 1:49,41    |
| 6     | Mevlüt Aras               | TUR  | 1:49,78    |
| 7     | Thomas Marques de Andrade | FRA  | 1:50,13    |
| 8     | Henry Johnson             | GBR  | 1:58,69    |

Finale: 18. Juli, 16:25 Uhr
Weitere Teilnehmer aus deutschsprachigen Ländern:
 Ramon Wipfli – 10. Platz in 1:50,38 min PB

 Felix Wittmann – 12. Platz in 1:50,71 min

 Adrian Engstler – im Halbfinale disqualifiziert nach TR17.2.2 (drängeln/behindern)

 Navid Kerber – 21. Platz in 1:53,17 min

#### 1500 m
| Platz | Athlet           | Land | Zeit (min) |
| ----- | ---------------- | ---- | ---------- |
| 1     | Cian McPhillips  | IRL  | 3:46,55    |
| 2     | Rick van Riel    | NED  | 3:46,69    |
| 3     | Henry McLuckie   | GBR  | 3:47,15    |
| 4     | Kane Elliott     | GBR  | 3:47,53    |
| 5     | Ylies Mihoubi    | FRA  | 3:49,03    |
| 6     | Santtu Heikkinen | FIN  | 3:49,56    |
| 7     | Kevin Kamenschak | AUT  | 3:49,68    |
| 8     | Victor Blasi     | ESP  | 3:49,90    |

Finale: 17. Juli, 18:35 Uhr
Weitere Teilnehmer aus deutschsprachigen Ländern:
 Moritz Ebbeskotte – 11. Platz in 3:51,01 min

 Vivien Henz – 12. Platz in 3:51,49 min

 Christoph Schrick – 23. Platz in 3:59,36 min

#### 3000 m
| Platz | Athlet           | Land | Zeit (min) |
| ----- | ---------------- | ---- | ---------- |
| 1     | Nicholas Griggs  | IRL  | 8:17,18    |
| 2     | Yassin Mohumed   | GER  | 8:18,36    |
| 3     | Alex Melloy      | GBR  | 8:18,49    |
| 4     | Sharmarke Ahmed  | SWE  | 8:20,05    |
| 5     | Will Barnicoat   | GBR  | 8:20,36    |
| 6     | Vid Botolin      | SVN  | 8:22,15    |
| 7     | Matan Ivri       | ISR  | 8:22,31    |
| 8     | Andrij Atamanjuk | UKR  | 8:22,95    |

17. Juli, 19:05 Uhr
Weiterer Teilnehmer aus deutschsprachigen Ländern:
 Sebastian Frey – 18. Platz in 8:32,16 min

#### 5000 m
| Platz | Athlet             | Land | Zeit (min) |
| ----- | ------------------ | ---- | ---------- |
| 1     | Joel Ibler Lillesø | DEN  | 14:32,93   |
| 2     | David Cantero      | ESP  | 14:33,55   |
| 3     | Bastian Mrochen    | GER  | 14:34,04   |
| 4     | Derba Ayale        | ISR  | 14:36,38   |
| 5     | Osian Perrin       | GBR  | 14:39,18   |
| 6     | Dean Casey         | IRL  | 14:40,74   |
| 7     | Vebjørn Hovdejord  | NOR  | 14:41,29   |
| 8     | Jaime Migallon     | ESP  | 14:46,78   |

16. Juli, 18:55 Uhr
Weiterer Teilnehmer aus deutschsprachigen Ländern:
 Tom Förster – 13. Platz in 14:54,39 min

#### 110 m Hürden (99 cm)
| Platz | Athlet            | Land | Zeit (s) |
| ----- | ----------------- | ---- | -------- |
| 1     | Sasha Zhoya       | FRA  | 13,05 CR |
| 2     | Matthew Sophia    | NED  | 13,26    |
| 3     | Lorenzo Simonelli | ITA  | 13,34 PB |
| 4     | Jakub Szymański   | POL  | 13,43 PB |
| 5     | Gregory Minoue    | GER  | 13,52 PB |
| 6     | Erwann Cinna      | FRA  | 13,71    |
| 7     | Joseph Harding    | GBR  | 13,87    |
| 8     | Richárd Nagy      | HUN  | 14,06    |

Finale: 17. Juli, 17:00 Uhr
Wind: +0,2 m/s
Weitere Teilnehmer aus deutschsprachigen Ländern:
 Enzo Diessl – 25. Platz in 14,24 s

 Fabio Kobelt – 27. Platz in 14,27 s

 Joel Winterberg – 30. Platz in 14,33 s

 Nicola Fumagalli – 31. Platz in 14,68 s

#### 400 m Hürden
| Platz | Athlet             | Land | Zeit (s) |
| ----- | ------------------ | ---- | -------- |
| 1     | Berke Akçam        | TUR  | 50,70    |
| 2     | Oskar Edlund       | SWE  | 51,15    |
| 3     | Dominik Škorjanc   | CRO  | 51,78    |
| 4     | Adam Booth         | GBR  | 52,14    |
| 5     | Jorge García       | ESP  | 52,24    |
| 6     | Jakub Sobura-Durma | POL  | 52,29    |
| 7     | Stjepan Jan Cik    | CRO  | 52,36    |
| 8     | Ignacio Saez       | ESP  | 53,37    |

Finale: 18. Juli, 16:10 Uhr
Weitere Teilnehmer aus deutschsprachigen Ländern:
 Andreas Wolf – 19. Platz in 53,50 s

 Niklas Strohmayer-Dangl – 27. Platz in 54,73 s

#### 3000 m Hindernis
| Platz | Athlet                | Land | Zeit (min)    |
| ----- | --------------------- | ---- | ------------- |
| 1     | Pol Oriach            | ESP  | 8:41,36 EU20L |
| 2     | Axel Vang Christensen | DEN  | 8:42,75 EU18L |
| 3     | Cesare Caiani         | ITA  | 8:50,16 PB    |
| 4     | Baptiste Cartieaux    | FRA  | 8:54,34       |
| 5     | Kurt Lauer            | GER  | 8:59,91 PB    |
| 6     | Eliot Bidet           | FRA  | 9:01,42       |
| 7     | Marc Fernández        | ESP  | 9:03,27       |
| 8     | Dsmitryj Sawin        | BLR  | 9:05,93       |

Finale: 18. Juli, 17:20 Uhr
Weitere Teilnehmer aus deutschsprachigen Ländern:
 Florian Zittel – 11. Platz in 9:10,90 min

 Camilo Irarragorri – 17. Platz in 9:16,88 min

 Pierre Perruchoud – 24. Platz in 9:25,34 min

#### 4 × 100 m Staffel
| Platz | Land                | Athleten                                                                             | Zeit (s) |
| ----- | ------------------- | ------------------------------------------------------------------------------------ | -------- |
| 1     | Großbritannien & NI | Joseph Harding Jeriel Quainoo Toby Makoyawo Ethan Wiltshire                          | 39,74    |
| 2     | Niederlande         | Matthew Sophia Nsikak Ekpo Keitharo Oosterwolde Xavi Mo-Ajok                         | 40,07    |
| 3     | Italien             | Angelo Ulisse Filippo Cappelletti Federico Guglielmi Matteo Melluzzo                 | 40,18    |
| 4     | Polen               | Mateusz Górny Patryk Krupa Jakub Pietrusa Oliwer Wdowik                              | 40,30    |
| 5     | Frankreich          | Grégory Afoy Jeff Erius Nolwen Keromal Mohammed Badru                                | 41,01    |
| 6     | Tschechien          | Armin Ntemo Eduard Kubelík Lukáš Soukal Matouš Budig                                 | 41,06    |
| 7     | Israel              | Eden Sela Thomas Dubnov-Raz Blessing Afrifah Amit Rutman                             | 41,18    |
| 8     | Griechenland        | Konstandinos Milios Ioannis Kariofyllis Gerasimos Kampitsis Nikolaos Panagiotopoulos | 41,44    |

Finale: 18. Juli, 16:50 Uhr
Das Quartett aus  Großbritannien & Nordirland hatte im Vorlauf mit 39,68 s eine europäische U20-Jahresbestleistung und die  israelische mit 40,32 s einen U23-Landesrekord aufgestellt.
Die Staffel aus  Ungarn war nach TR17.3.1 (Spurverletzung) und die aus der  Türkei nach TR24.19 (Laufstart außerhalb Übergabezone) disqualifiziert worden.

#### 4 × 400 m Staffel
| Platz | Land                | Athleten                                                                                       | Zeit (min)    |
| ----- | ------------------- | ---------------------------------------------------------------------------------------------- | ------------- |
| 1     | Großbritannien & NI | Brodie Young Samuel Reardon Charlie Carvell Edward Faulds                                      | 3:05,25 WU20L |
| 2     | Italien             | Stefano Grendene Tommaso Boninti Francesco Pernici Lorenzo Benati                              | 3:07,13 SB    |
| 3     | Deutschland         | Jan-Lukas Schröder Max Tank Malik Skupin-Alfa Okai Charles                                     | 3:08,09 SB    |
| 4     | Frankreich          | Matteo Lorusso Benoît Moudio Priso Allan Lacroix Rayane Plantier                               | 3:08,31 SB    |
| 5     | Belarus             | Mark Pazej Jahor Chauratowitsch Jahor Hlazunou Raman Valodzkin                                 | 3:09,14 NU20R |
| 6     | Polen               | Michal Wróbel Jakub Sobura-Durma Mateusz Matera Patryk Grzegorzewicz                           | 3:09,19 SB    |
| 7     | Ungarn              | Ernő Steigerwald Levente Nadj Árpád Bánóczy Attila Molnár                                      | 3:10,49       |
| 8     | Norwegen            | Herman Ellingsen Thomas Strønstad-Løseth Herman Sandor Baranyi-Berge Håvard Bentdal Ingvaldsen | 3:14,39       |

Finale: 18. Juli, 19:20 Uhr
Im Vorlauf hatte die  belarussische Staffel mit 3:10,07 min bereits einen U20-Landesrekord aufgestellt und die  norwegische einen mit 3:11,67 min.  Deutschland qualifizierte sich mit Saisonbestleistung für das Finale. Die  slowenischen Läufer waren im Vorlauf nach TR17.3.1 (Spurverletzung) disqualifiziert worden.

#### 10.000 m Gehen
| Platz | Athlet              | Land | Zeit (min)  |
| ----- | ------------------- | ---- | ----------- |
| 1     | Paul McGrath        | ESP  | 42:32,19 PB |
| 2     | Mert Kahraman       | TUR  | 42:37,83 PB |
| 3     | Dmitri Gramatschkow | ANA  | 42:39,25 PB |
| 4     | Mazlum Demir        | TUR  | 42:47,56 PB |
| 5     | José Luis Hidalgo   | ESP  | 43:11,03 PB |
| 6     | Oisin Lane          | IRL  | 43:33,53 PB |
| 7     | Emiliano Brigante   | ITA  | 43:55,40    |
| 8     | Dimitri Durand      | FRA  | 44:04,81    |

17. Juli, 10:05 Uhr

#### Hochsprung
| Platz | Athlet               | Land | Höhe (m)   |
| ----- | -------------------- | ---- | ---------- |
| 1     | Yonathan Kapitolnik  | ISR  | 2,25 EU20L |
| 2     | Mateusz Kołodziejski | POL  | 2,23 =PB   |
| 3     | Sam Brereton         | GBR  | 2,17 =PB   |
| 4     | Jahor Huptar         | BLR  | 2,17       |
| 5     | Roman Petruk         | UKR  | 2,15       |
| 5     | Matwei Titschinkin   | ANA  | 2,15       |
| 7     | Mattia Furlani       | ITA  | 2,15       |
| 8     | Jakub Bělík          | CZE  | 2,13       |

Finale: 17. Juli, 17:35 Uhr
Weiterer Teilnehmer aus deutschsprachigen Ländern:
 Lionel Afan Strasser – 16. Platz mit 2,10 m

#### Stabhochsprung
| Platz | Athlet              | Land | Höhe (m) |
| ----- | ------------------- | ---- | -------- |
| 1     | Anthony Ammirati    | FRA  | 5,64     |
| 2     | Matwej Wolkow       | BLR  | 5,44     |
| 3     | Oleksandr Onufrijew | UKR  | 5,44 PB  |
| 4     | Juho Alasaari       | FIN  | 5,34     |
| 5     | Marcell Nagy        | HUN  | 5,22 PB  |
| 6     | Nikita Strohaljew   | UKR  | 5,15 PB  |
| 6     | Luke Zenker         | GER  | 5,15 PB  |
| 8     | Reuben Nairne       | GBR  | 5,05 =PB |

Finale: 18. Juli 17:08 Uhr
Weitere Teilnehmer aus deutschsprachigen Ländern:
 Justin Fournier – 14. Platz mit 5,00 m

 Valentin Imsand – 17. Platz mit 4,80 m

#### Weitsprung
| Platz | Athlet          | Land | Weite (m)  |
| ----- | --------------- | ---- | ---------- |
| 1     | Oliver Koletzko | GER  | 7,98 WU20L |
| 2     | Bryan Mucret    | FRA  | 7,93 PB    |
| 3     | Erwan Konaté    | FRA  | 7,91 PB    |
| 4     | Kevin Brucha    | GER  | 7,65 PB    |
| 5     | Jeremy Zammit   | MLT  | 7,62 EU18L |
| 6     | Sacha Quequin   | FRA  | 7,62 w     |
| 7     | Gor Beglarjan   | ARM  | 7,59 PB    |
| 8     | Roman Zöllner   | GER  | 7,57       |

Finale: 16. Juli, 17:58 Uhr
 Jeremy Zammit hatte bereits in der Qualifikation mit 7,58 m eine europäische U18-Jahresbestleistung aufgestellt.
Weiterer Teilnehmer aus deutschsprachigen Ländern:
 Oluwatosin Ayodeji – 14. Platz mit 7,28 m

#### Dreisprung
| Platz | Athlet            | Land | Weite (m)   |
| ----- | ----------------- | ---- | ----------- |
| 1     | Gabriel Wallmark  | SWE  | 16,39 WU20L |
| 2     | Dimitar Taschew   | BUL  | 16,18 w     |
| 3     | Viktor Morozov    | EST  | 16,14 w     |
| 4     | Endiorass Kingley | AUT  | 15,84 =PB   |
| 5     | Daniel Falode     | GBR  | 15,81 SB    |
| 6     | Graig Briquet     | FRA  | 15,76 w     |
| 7     | Federico Bruno    | ITA  | 15,15 w     |
| 8     | Filip Kozina      | CRO  | 15,01       |

Finale: 18. Juli, 15:55 Uhr
 Gabriel Wallmark hatte bereits in der Qualifikation mit 16,01 m eine europäische U20-Jahresbestleistung aufgestellt.
Weiterer Teilnehmer aus deutschsprachigen Ländern:
 Jordan Lindinger-Asamoah – 12. Platz mit 14,59 m

#### Kugelstoßen (6 kg)
| Platz | Athlet                | Land | Weite (m)   |
| ----- | --------------------- | ---- | ----------- |
| 1     | Muhamet Ramadani      | KOS  | 19,92 NU20R |
| 2     | Ilja Missouski        | BLR  | 19,49       |
| 3     | Claudio Stoessel      | GER  | 19,43 PB    |
| 4     | Jauhen Bryhi          | BLR  | 19,20       |
| 5     | Mikalaj Loska         | BLR  | 18,97       |
| 6     | Steven Richter        | GER  | 18,91       |
| 7     | Konstantinos Gennikis | GRC  | 18,78 PB    |
| 8     | Joel Akue             | GER  | 18,76       |

Finale: 15. Juli, 17:50 Uhr
 Muhamet Ramadani hatte bereits in der Qualifikation mit 19,80 m einen U20-Landesrekord aufgestellt.
Weiterer Teilnehmer aus deutschsprachigen Ländern:
 Jephté Vogel – 22. Platz mit 16,28 m

#### Diskuswurf (1,75 kg)
| Platz | Athlet                | Land | Weite (m) |
| ----- | --------------------- | ---- | --------- |
| 1     | Mykolas Alekna        | LTU  | 68,00     |
| 2     | Magnus Zimmermann     | GER  | 61,55     |
| 3     | Uladsislau Putschko   | BLR  | 61,06     |
| 4     | Raman Chartanowitsch  | BLR  | 58,74     |
| 5     | Mika Sosna            | GER  | 57,87     |
| 6     | Konstandinos Bouzakis | GRC  | 56,77     |
| 7     | Marcos Moreno         | ESP  | 56,27     |
| 8     | Zalán Strigencz       | HUN  | 55,38     |

Finale: 18. Juli, 14:40 Uhr
Weiterer Teilnehmer aus deutschsprachigen Ländern:
 Steven Richter – 9. Platz mit 55,03 m

#### Hammerwurf (6 kg)
| Platz | Athlet                 | Land | Weite (m)   |
| ----- | ---------------------- | ---- | ----------- |
| 1     | Dawid Piłat            | POL  | 79,59 NU20R |
| 2     | Merlin Hummel          | GER  | 79,32       |
| 3     | Jean Baptiste Bruxelle | FRA  | 77,90       |
| 4     | Orestis Ntousakis      | GRC  | 76,76       |
| 5     | Jan Doležálek          | CZE  | 75,27 SB    |
| 6     | Walentin Andreew       | BUL  | 74,47       |
| 7     | Tomasz Ratajczyk       | POL  | 74,07       |
| 8     | Jan Emberšič           | SVN  | 69,37       |

Finale: 16. Jul, 19:10 Uhr
Weitere Teilnehmer aus deutschsprachigen Ländern:
 Sören Klose – 13. Platz mit 68,88 m

 Torben Schaper – 24. Platz mit 64,46 m

#### Speerwurf
| Platz | Athlet           | Land | Weite (m)   |
| ----- | ---------------- | ---- | ----------- |
| 1     | Artur Felfner    | UKR  | 78,41 WU20L |
| 2     | Onni Ruokangas   | FIN  | 73,06 PB    |
| 3     | Lenny Brisseault | FRA  | 72,62       |
| 4     | Thomas Holmes    | GBR  | 70,70 PB    |
| 5     | Olle Hübert      | SWE  | 70,29 PB    |
| 6     | Janne Läpsä      | FIN  | 70,10       |
| 7     | Roman Rjachowski | ANA  | 69,01       |
| 8     | Aku Parvianen    | FIN  | 68,79       |

Finale: 17. Juli, 18:13 Uhr
 Artur Felfner hatte bereits in der Qualifikation mit 77,49 m eine U20-Weltjahresbestleistung aufgestellt und  György Herczeg eine U18-Weltjahresbestleistung mit 73,74 m.
Weitere Teilnehmer aus deutschsprachigen Ländern:
 Eric Frank – 16. Platz mit 65,54 m

 Max Dehning – 17. Platz mit 63,96 m

 Moritz Morstein – 22. Platz mit 61,50 m

#### Zehnkampf
| Platz | Athlet                    | Land | Punkte     |
| ----- | ------------------------- | ---- | ---------- |
| 1     | Jente Hauttekeete         | BEL  | 8150 WU20L |
| 2     | Sander Skotheim           | NOR  | 8012 PB    |
| 3     | Téo Bastien               | FRA  | 7722 PB    |
| 4     | Diarmuid O’Connor         | IRL  | 7604 NU20R |
| 5     | Ville Toivonen            | FIN  | 7464 PB    |
| 6     | Abraham Sandvin Vogelsang | NOR  | 7446       |
| 7     | Jacob Thelander           | SWE  | 7398 PB    |
| 8     | Alessandro Sion           | ITA  | 7373       |

Finale: 17./18. Juli
Weitere Teilnehmer aus deutschsprachigen Ländern:
 Till Steinforth – 9. Platz mit 7.355 Punkten

 Yves Baur und  Roman Jocher beendeten den Wettkampf nicht

## Medaillenspiegel
Die Platzierungen sind in der Grundeinstellung nach der Anzahl der gewonnenen Goldmedaillen sortiert, gefolgt von der Anzahl der Silber- und Bronzemedaillen (lexikographische Ordnung). Weisen zwei oder mehr Länder eine identische Medaillenbilanz auf, werden sie alphabetisch geordnet auf dem gleichen Rang geführt. Die Sortierung kann nach Belieben geändert werden.
| Medaillenspiegel (Endstand vom 19. Juli 2021 nach 44 Entscheidungen) | Medaillenspiegel (Endstand vom 19. Juli 2021 nach 44 Entscheidungen) | Medaillenspiegel (Endstand vom 19. Juli 2021 nach 44 Entscheidungen) | Medaillenspiegel (Endstand vom 19. Juli 2021 nach 44 Entscheidungen) | Medaillenspiegel (Endstand vom 19. Juli 2021 nach 44 Entscheidungen) | Medaillenspiegel (Endstand vom 19. Juli 2021 nach 44 Entscheidungen) |
| Platz                                                                | Nation                                                               | Gold                                                                 | Silber                                                               | Bronze                                                               | Gesamt                                                               |
| -------------------------------------------------------------------- | -------------------------------------------------------------------- | -------------------------------------------------------------------- | -------------------------------------------------------------------- | -------------------------------------------------------------------- | -------------------------------------------------------------------- |
| 01                                                                   | Großbritannien & NI                                                  | 6                                                                    | 1                                                                    | 5                                                                    | 12                                                                   |
| 02                                                                   | Deutschland                                                          | 4                                                                    | 4                                                                    | 7                                                                    | 15                                                                   |
| 03                                                                   | Irland                                                               | 4                                                                    | 0                                                                    | 0                                                                    | 4                                                                    |
| 04                                                                   | Spanien                                                              | 3                                                                    | 4                                                                    | 1                                                                    | 8                                                                    |
| 05                                                                   | Polen                                                                | 3                                                                    | 3                                                                    | 2                                                                    | 8                                                                    |
| 06                                                                   | Schweden                                                             | 3                                                                    | 2                                                                    | 0                                                                    | 5                                                                    |
| 07                                                                   | Finnland                                                             | 3                                                                    | 1                                                                    | 1                                                                    | 5                                                                    |
| 08                                                                   | Frankreich                                                           | 2                                                                    | 4                                                                    | 6                                                                    | 12                                                                   |
| 09                                                                   | Norwegen                                                             | 2                                                                    | 1                                                                    | 2                                                                    | 5                                                                    |
| 10                                                                   | Türkei                                                               | 2                                                                    | 1                                                                    | 1                                                                    | 4                                                                    |
| 11                                                                   | Schweiz                                                              | 2                                                                    | 0                                                                    | 1                                                                    | 3                                                                    |
| 12                                                                   | Niederlande                                                          | 1                                                                    | 7                                                                    | 0                                                                    | 8                                                                    |
| 13                                                                   | Dänemark                                                             | 1                                                                    | 2                                                                    | 1                                                                    | 4                                                                    |
| 14                                                                   | Ukraine                                                              | 1                                                                    | 1                                                                    | 1                                                                    | 3                                                                    |
| 15                                                                   | Belgien                                                              | 1                                                                    | 0                                                                    | 0                                                                    | 1                                                                    |
| 15                                                                   | Griechenland                                                         | 1                                                                    | 0                                                                    | 0                                                                    | 1                                                                    |
| 15                                                                   | Israel                                                               | 1                                                                    | 0                                                                    | 0                                                                    | 1                                                                    |
| 15                                                                   | Kosovo                                                               | 1                                                                    | 0                                                                    | 0                                                                    | 1                                                                    |
| 15                                                                   | Litauen                                                              | 1                                                                    | 0                                                                    | 0                                                                    | 1                                                                    |
| 20                                                                   | Italien                                                              | 0                                                                    | 2                                                                    | 6                                                                    | 8                                                                    |
| 21                                                                   | Belarus                                                              | 0                                                                    | 2                                                                    | 3                                                                    | 5                                                                    |
| 22                                                                   | Serbien                                                              | 0                                                                    | 2                                                                    | 0                                                                    | 2                                                                    |
| 22                                                                   | Tschechien                                                           | 0                                                                    | 2                                                                    | 0                                                                    | 2                                                                    |
| 24                                                                   | Lettland                                                             | 0                                                                    | 1                                                                    | 1                                                                    | 2                                                                    |
| 25                                                                   | Bulgarien                                                            | 0                                                                    | 1                                                                    | 0                                                                    | 1                                                                    |
| 25                                                                   | Ungarn                                                               | 0                                                                    | 1                                                                    | 0                                                                    | 1                                                                    |
| 27                                                                   | Estland                                                              | 0                                                                    | 0                                                                    | 2                                                                    | 2                                                                    |
| 28                                                                   | Kroatien                                                             | 0                                                                    | 0                                                                    | 1                                                                    | 1                                                                    |
| 28                                                                   | Österreich                                                           | 0                                                                    | 0                                                                    | 1                                                                    | 1                                                                    |
| Gesamt                                                               | Gesamt                                                               | 42                                                                   | 42                                                                   | 42                                                                   | 126                                                                  |
| 0 (*)                                                                | Authorised Neutral Athletes                                          | 2                                                                    | 2                                                                    | 2                                                                    | 6                                                                    |